# Luv(Sic) Hexalogy
Luv(Sic) Hexalogy — альбом, созданный и завершенный посмертно японским продюсером Nujabes (Дзюн Сэба), который умер до завершения работы над альбомом, и японо-американским хип-хоп исполнителем Shing02 (Shingo Annen). Это альбом в стиле джаз-хип-хоп (гексалогия), в котором для создания инструментария использованы семплы латинского джаза/соула и удары барабанов. Скретчинг был выполнен различными диджеями, а вокал/лирика были созданы Shing02.

## Запись
Основная статья: Nujabes

Название Luv(Sic) — это намеренно неправильно написанная игра слов, с латинским «sic», означающим неправильно написанную цитату. Запись в дневнике Shing02 из блокнота, сопровождающего релиз Luv(Sic) Hexalogy:
Впервые я посвятил «Luv(Sic)» богине музыки в конце 2000 года, и вот, пятнадцать лет спустя, мы имеем серию из шести частей (Hexalogy). Есть определённый голос, который объединяет все главы, персонаж, если хотите. То, как пишется Luv(Sic) (в переводе с латинского sic — неправильно написанная цитата), символизирует, что это не прямая песня о любви, здесь есть слой затуманенной честности. Конечно, есть много классических хип-хоп песен в форме любовных писем, таких как LL Cool J «I Need Love» или Common «I Used to Love H.E.R», но для меня было важно написать что-то личное, песню, которая говорила бы о моей собственной уязвимости в желании иметь длительные отношения с музыкой.
— Shing02, Luv(Sic) Hexalogy Notebook (9 декабря 2015)en:Luv(Sic) Hexalogy#cite note-:1-2
С 2001 года и до смерти Нуджабеса в 2010 году части 1-3 уже были выпущены в других его студийных альбомах, но после неожиданной смерти Себы возникла общественная неопределенность относительно возможности завершения серии. Инструментальные части 4 и 5 уже были завершены до его смерти и были выпущены вскоре после того, как стало известно о его кончине. Часть 6 была выпущена 26 февраля 2013 года, в третью годовщину смерти Себы. Согласно официальному заявлению Shing02 на Facebook, инструментальный трек для 6-й части был найден в телефоне Нуджабеса через несколько недель после его смерти.
Существует шесть отдельных виниловых изданий каждой части/песни Luv(Sic); 9 декабря 2015 года рекорд-лейбл Нуджабеса Hydeout Productions выпустил официальный CD, который объединяет оригинальные шесть песен Luv(Sic), а также инструментальные версии песен и ремиксы, сделанные другими артистами, такими как австралийский продюсер Ta-ku (Реган Мэтьюз), LASTorder, Jumpster и Уяма Хирото.

## Создание альбома

### Luv(Sic) Part 1
Я помню, как записывал вокал для Luv(Sic) на Roland VS-1640 и микрофоне Octava (который я до сих пор использую) в своей домашней студии в Эль-Серрито. Как уже отмечалось, песня представляет собой простое письмо 25-летнего рэпера. Это был отход от моего обычного стиля, но возвращение к поэзии, которую я писал ещё в школе. По сути, рэп — это форма творческого письма и повествования в лучшем виде. Я создавал персонажа, который говорит идиомами и загадками, но при этом повествование можно вести, читая «между рифмами». Переслушав песню, я не был уверен в своей подаче, но это и не имело значения. Я жил моментом.
— Shing02
Nujabes включает в себя семпл из песни Аки Такасэ «Minerva’s Owl», который использовал вместе с барабанными брейками и бас-линиями для создания инструментала. Вступление представляет собой вокальный семпл Билла Косби из песни Buck, Buck — «Я рассказал тебе ту историю, чтобы рассказать эту». В песне три куплета, и между каждым из них звучит хук Shing02, а также вокальный семпл Ричарда Прайора. Виниловая версия первой части была первоначально выпущена в Японии в 2001 году[7] с обложкой, на которой была фотография Эмусе, изображающая Shing02 с собакой в Якусиме.

### Семплы
- New Year’s Eve в исполнении Ричарда Прайора (1978)
- Minerva’s Owl в исполнении Аки Такасэ (1981)
- Buck, Buck в исполнении Билла Косби (1967)

### Luv(Sic) Part 2
«Традиционно в хип-хопе серии рэп-песен не распространены», но для Shing02 было правильно назвать Part 2 как продолжение, словно это письмо кому-то, с кем «он потерял связь». Luv(Sic) Part 2 была выпущена после событий 11 сентября. Когда Shing02 собирался лететь обратно в Калифорнию, произошел теракт и отложил его рейс.
Nujabes прислал мне по электронной почте другой трек. Это была хорошая разрядка от текущих дел, и вибрация вдохновила меня написать то, что я чувствую по отношению к миру. первая строка пришла сама собой: «Снова сейчас…»
— Shing02
Виниловое издание «Части 2» было первоначально выпущено в Японии в 2002 году с обложкой, созданной художником-граффитистом Syu. Nujabes использовал джазовый семпл из песни Qualquer Dia, понизив его и увеличив BPM. Наряду с барабанными ударами и скретчингом, сделанными DJ Dai-Nasty в M2R Studio.

### Семплы
- Qualquer Dia в исполнении Ivan Lins (1977)
- 頂(pinnacle) в исполнении Shing02 (1999)

### Luv(Sic) Part 3
Как только Luv(Sic) часть 2 была завершена, Nujabes обратился к Shing02 за следующей частью. Shing02 сказал, что в третьей части речь пойдет о силе музыки и необходимости вернуться к нашим музыкальным корням как личностям, чтобы обнаружить эту «силу».
Я убеждал его, что во всем мире есть много фанатов, которые полностью поддерживают концепцию сериала, и что мы не должны лишать их контента. В конце концов он сдался, и это был пример того, как мы преодолели наши разногласия.
— Shing02
Luv(Sic) Part 3 была первоначально выпущена как четвёртый трек альбома Modal Soul группы Nujabes. Расширенная версия, просочившаяся в интернет, содержала третий куплет, а также вступление и аутро, заимствованные из альбома разговорной речи Rod McKuen In Search of Eros. Фрагмент последнего микса был выпущен в совместной работе Shing02 и DJ Icewater, «For the Tyme Being», в качестве попурри с дуэтным исполнением первой части с участием Emi Meyer. 1 марта 2010 года на YouTube-канале Shing02 была выпущена новая версия песни в память о Джеффе Ресуррексьоне, битбоксере и поклоннике Shing02, который умер от рака в январе того же года. Как часть сборника Hexalogy, ремастированная версия с новым вокальным дублем была выпущена в Японии в марте 2015 года спустя 10 лет после цифрового релиза и спустя 1 месяц после выпуска CD. В этом ремиксе присутствует третий куплет, но отсутствуют семплы Рода МакКуэна или пауза без ударных, которые были слышны в оригинальной и просочившейся версиях. Ремикс от Ta-ku также представлен на сингле. Виниловую обложку также создал Syu, который сделал обложку для второй части. Песня является второй в серии, в которой использована работа бразильского певца Ivan Lins. — В песне использована петля из кавер-версии песни Tens (Calmaria) Nana Caymmi, с Ivan Lins (оригинальный певец) на фортепиано. Диджейский скрэтч был выполнен Spin Master A-1 в студии Shing02.

### Семплы
- Tens (Calmaria) в исполнении Нана Каимми (1975)

### Luv(Sic) Part 4
В 2008 году Shing02 попросил Nujabes завершить серию Luv(Sic), но при условии, что если он даст ему ещё три инструментальных трека для работы, то он сможет продолжить серию. С помощью других японских музыкантов, таких как Уяма Хирото, через несколько лет два из этих запрошенных инструментальных треков стали 4 и 5 частями. Виниловое издание 4-й части было первоначально выпущено 7 июля 2011 года. The artwork was completed by artist FJD.

### Семплы
- Неизвестно; поскольку Nujabes скончался, но инструментал уже был создан, нет никакой информации относительно образцов.

### Luv(Sic) Part 5
Инструментал изначально был слишком мрачным для использования, как заявил Нуджабес, но Шинг02 хотел получить звук, который бы серьёзно отличался от других гармоничных и спокойных звуков из предыдущих частей.
Когда части идеально подходят друг к другу, всегда возникает странное чувство серендипичности. Я уверен, что все художники могут подтвердить это, это моменты, которые напоминают нам, почему мы полюбили творчество.
Виниловое издание было выпущено 26 декабря 2012 года в Японии. С иллюстрациями, созданными FJD.

### Семплы
- Скретч-сэмплы из виниловой коллекции Nujabes.

### Luv(Sic) Grand Finale
Когда Shing02 посетил магазин Tribe Records, владелец магазина сказал Shing02, что есть песня Luv(Sic) Grand Finale, которая позже была обнаружена на телефоне Nujabes после его смерти.
Я был потрясен, и он сыграл мне петлю в магазине. Это была простая петля, но я сразу же понял, что мы должны её закончить.
— Shing02
Виниловое издание было выпущено 26 февраля 2013 года, а художественное оформление было создано FJD. В качестве инструментального сопровождения использовался семпл Choro Das Aguas, а диджейский скрэтч был выполнен DJ Kou.

## Выпуск и прием
Luv(Sic) получил широкое признание, набрав более 80 миллионов просмотров на потоковых платформах. Широкое признание критиков позволило проводить ежегодный концерт в честь кончины Нуджабеса, где вживую выступают артисты, сотрудничающие с Nujabes, а Shing02 исполняет Luv(Sic) в полном объёме. 25 марта 2018 года альбом Luv(Sic) был выпущен на Spotify вместе со всеми ремиксами и инструменталами, найденными на CD.

## Трек листы
| №   | Название                               | Автор(ы) | Producer               | Длительность |
| --- | -------------------------------------- | -------- | ---------------------- | ------------ |
| 1.  | «Luv(Sic) Part 1»                      | Shing02  | Nujabes                | 4:46         |
| 2.  | «Luv(Sic) Part 2»                      | Shing02  | Nujabes                | 4:33         |
| 3.  | «Luv(Sic) Part 3»                      | Shing02  | Nujabes                | 6:14         |
| 4.  | «Luv(Sic) Part 4»                      | Shing02  | Nujabes                | 5:10         |
| 5.  | «Luv(Sic) Part 5»                      | Shing02  | Nujabes & Uyama Hiroto | 5:49         |
| 6.  | «Luv(Sic) Grand Finale»                | Shing02  | Nujabes & Uyama Hiroto | 5:16         |
| 7.  | «Luv(sic) (12" Remix)»                 | Shing02  | Nujabes                | 4:57         |
| 8.  | «Luv(sic) Part 2 (Acoustica)»          | Shing02  | Nujabes                | 6:33         |
| 9.  | «Luv(sic) Part 3 (Ta-ku Remix)»        | Shing02  | Nujabes & Taku         | 4:56         |
| 10. | «Luv(sic) Part 4 (LASTorder Remix)»    | Shing02  | Nujabes & LASTorder    | 4:38         |
| 11. | «Luv(sic) Part 5 (Jumpster Remix)»     | Shing02  | Nujabes & Jumpster     | 4:38         |
| 12. | «Luv(sic) Part 6 (Uyama Hiroto Remix)» | Shing02  | Nujabes & Uyama Hiroto | 4:38         |
| 13. | «Perfect Circle»                       | Shing02  | Nujabes                | 4:00         |